# توینسبورگ (اوهایو)
توینسبورگ(به انگلیسی: Twinsburg) شهری در ایالت اوهایو کشور ایالات متحده آمریکا است که جمعیت آن در سرشماری سال ۲۰۱۰ میلادی، ۱۸٬۷۹۵ نفر بوده‌است.